# 張居正大傳
《张居正大传》，是古典文学研究家朱东润写的人物传记，创作于1941年。本书大量引用张居正生前的书信往来，并对照《明史》、《明史纪事本末》等史书创作而成，全书有五分之二是古文。
大传是朱东润自己生创的一种传记名称，从经学里的《尚书大传》中抽象而来化用到史学人物传记之上，是表达了一类民族精神的传记。